# Alexandre de Lameth

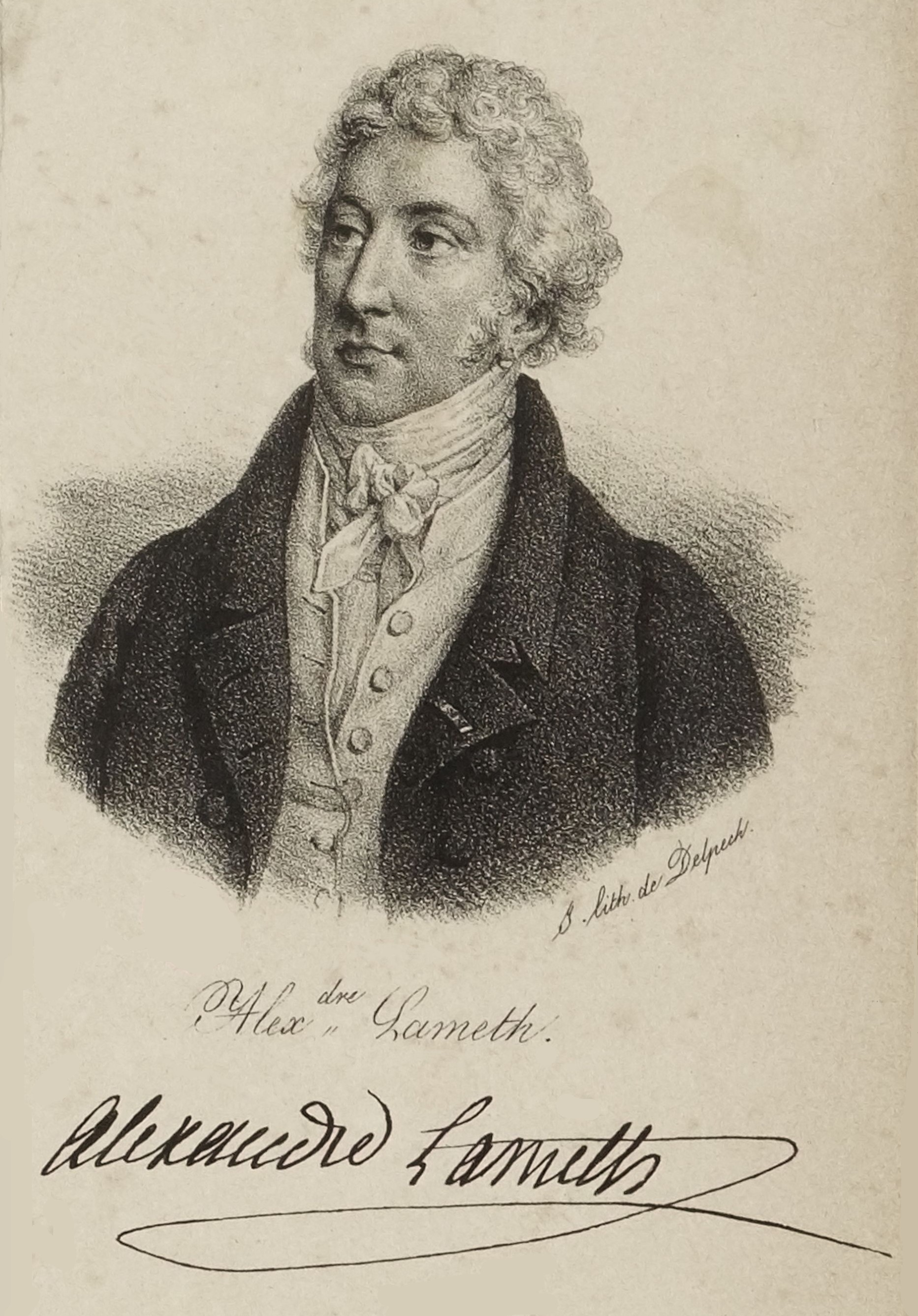
Alexandre de Lameth

Alexandre-Théodore-Victor, comte de Lameth (* 20. Oktober 1760 in Paris; † 18. März 1829 ebenda) war ein französischer Soldat und Politiker.

## Leben
Er war der Sohn des französischen Maréchal de camp Louis Charles de Lameth (1723–1761) und dessen Gattin Therese de Broglie, Tochter des französischen Marschalls François-Marie de Broglie.
Alexandre de Lameth diente im Amerikanischen Unabhängigkeitskrieg unter Jean-Baptiste-Donatien de Vimeur, comte de Rochambeau und wurde 1789 als Abgeordneter des Adels der Vogtei von Pronne in die Generalstände gewählt. In der Verfassunggebenden Nationalversammlung bildete er mit Antoine Barnave und Adrien Duport einen „Triumvirat“ genannten Zusammenschluss, der eine Gruppe von rund vierzig Abgeordneten kontrollierte, die die fortgeschrittene Linke der Versammlung bildeten. Er wirkte in der Konstituante zusammen mit seinem Bruder Charles-Malo-François de Lameth als Vertreter der Interessen der großen Plantagenbesitzer in den Kolonien. Ferner legte er in der Konstituante einen Bericht über die Organisation der Armee vor, ist aber besser bekannt durch seine eloquente Rede im Jakobinerklub am 28. Februar 1791 gegen Gabriel de Riqueti, comte de Mirabeau, dessen Verbindungen zum Hof allmählich in den Verdacht kamen und der ein persönlicher Feind Lameths war. Nach der Flucht des Königs nach Varennes im Juni 1791 versöhnte sich Lameth allerdings mit dem Hof.
De Lameth diente in der Armee als Maréchal de camp unter Nicolas Luckner und Marie-Joseph Motier, Marquis de La Fayette. Am 15. August 1792 wurde er des Verrats bezichtigt, floh aus dem Land und wurde von den Österreichern verhaftet und an Preußen ausgeliefert. Nach dreijähriger Haft in Magdeburg lebte er vorübergehend in London und in Hamburg, wo er sich mit seinem Bruder Charles und dem Herzog von Aiguillon im Handel engagierte. Erst in der Zeit des Konsulats kehrte er nach Frankreich zurück. Im Kaiserreich wurde er nacheinander in mehreren Départments Präfekt, darunter von 1805 bis 1806 im Département de Rhin-et-Moselle und von 1806 bis 1809 im Département de la Roer. 1810 wurde de Lameth zum Baron ernannt und vier Jahre später schloss er sich den Bourbonen an. Während der Restauration wurde er Präfekt des Départements Somme, Abgeordneter für das Département Seine-Inférieure und schließlich Abgeordneter für das Département Seine-et-Oise. In dieser Funktion war er ein Führer der liberalen Opposition. Lameth hat eine wichtige Geschichte der konstitutionellen Versammlung hinterlassen (Paris, 2 Bände, 1828–1829).
Von seinen beiden Brüdern diente Théodore Lameth (1756–1854) im amerikanischen Krieg, saß als Abgeordneter des Départments Jura in der Gesetzgebenden Versammlung und wurde maréchal de camp. Charles-Malo-François de Lameth (1757–1832), der auch in Amerika diente, war Abgeordneter in den Generalständen von 1789, emigrierte aber in einer frühen Phase der Revolution. Er kehrte während der Konsulatszeit nach Frankreich zurück und wurde im Kaiserreich zum Gouverneur von Würzburg ernannt. Wie Alexandre schloss sich Charles den Bourbonen an und folgte Alexandre 1829 als Abgeordneter nach.
Lameth war Mitglied der 1805 gegründeten Bonner Freimaurerloge Les frères courageux.

## Bibliographie
- 1789 – Opinion du chevalier Alexandre de La Meth, a la séance du samedi 8 août 1789, dans l'Assemblée nationale
- 1790 – Opinion de M. Alexandre de Lameth, député de Pérone, sur la constitution militaire. Prononcé à la séance du 9 février 1790
- 1790 – Décrets rendus sur l'admission et l'avancement militaire; Précédés du rapport fait à l'Assemblée nationale, au nom du Comité militaire
- 1790 – Louis XIV au Manège. Dialogue entre Louis XIV, Alexandre Lameth, D'Eprémesnil, Mirabeau, Barnave
- 1790 – La résurrection du collier, par M. Lameth et compagnie
- 1791 – Rapport fait à l'Assemblée nationale, au nom des Comités militaire et diplomatique
- 1824 – Un Electeur à ses collègues
- 1828 – Histoire de l'Assemblée constituante. Tome premier